# 利婭·威廉森
利婭·凱瑟琳·威廉森，OBE（1997年3月29日—），英格蘭女子足球職業運動員，司職中場和中後衛，目前效力於女子英超的阿森纳女子足球俱乐部。現任英格蘭女足隊長。

## 球會生涯

### 阿仙奴女子隊
2006年，威廉臣於9歲時，加入阿仙奴女子隊的青訓學院。
2014年
3月30日，威廉臣在歐洲女子聯賽冠軍盃8強對陣伯明翰女子隊時，首次替阿仙奴女子隊一線隊上陣，她於第81分鐘時入替，但球隊以0比2落敗。4月16日，她首次代表阿仙奴女子隊在英格蘭足球總會女子超級聯賽上場，對陣諾士郡足球會。

## 個人生活
威廉臣於英格蘭米爾頓凱恩斯出生，並於MK運動場附近成長。威廉臣以及她的母親皆為阿森纳足球俱乐部忠實球迷，但其父親為托特纳姆热刺足球俱乐部球迷。

## 生涯統計

### 球會
最後更新： 2016年5月14日
| 球會   | 賽季   | 聯賽     | 聯賽 | 聯賽 | 英格蘭足總盃 | 英格蘭足總盃 | FA WSL Cup | FA WSL Cup | 女子歐冠 | 女子歐冠 | 總計 | 總計 |
| 球會   | 賽季   | 聯賽     | 出場 | 入球 | 出場         | 入球         | 出場       | 入球       | 出場     | 入球     | 出場 | 入球 |
| ------ | ------ | -------- | ---- | ---- | ------------ | ------------ | ---------- | ---------- | -------- | -------- | ---- | ---- |
| 阿仙奴 | 2014年 | 女子英超 | 13   | 1    | 4            | 0            | 7          | 1          | 1        | 0        | 25   | 2    |
| 阿仙奴 | 2015年 | 女子英超 | 7    | 0    | 2            | 0            | 4          | 1          | —        | —        | 13   | 1    |
| 阿仙奴 | 2016年 | 女子英超 | 5    | 0    | 2            | 0            | 0          | 0          | —        | —        | 7    | 0    |
| 總計   | 總計   | 總計     | 25   | 1    | 8            | 0            | 11         | 1          | 1        | 0        | 45   | 3    |

## 榮譽

### 球會
阿仙奴女子隊
- 英格蘭女子足總盃；2013-14賽季、2014-15賽季
- FA WSL Cup；2015年

### 國家隊
英格蘭女子足球隊
- 欧洲女子足球锦标赛；2022年

### 個人
- 英格蘭年度最佳青年女球員；2015年
- FA WSL Cup最佳球員；2015年
- PFA年度最佳青年女球員；2015年

## 外部連結
- 利婭·威廉森的X（前Twitter）
- 利婭·威廉森的Instagram帳戶
- 利婭·威廉森 – FIFA國際賽競賽紀錄 (存檔)
- 利婭·威廉森－UEFA國際賽競賽紀錄
- Leah Williamson - The Football Association
- Leah Williamson - Arsenal Ladies（页面存档备份，存于）